# Lampides soarchad
Lampides soarchad är en fjärilsart som beskrevs av Hans Fruhstorfer 1921. Lampides soarchad ingår i släktet Lampides och familjen juvelvingar. Inga underarter finns listade i Catalogue of Life.